# Emerson Fittipaldi
Emerson Fittipaldi (São Paulo, 12 de desembre de 1946) és un ex pilot brasiler de Fórmula 1 que va guanyar els campionats de pilots de 1972 i 1974. Conegut amb el sobrenom d'Emmo, Fittipaldi va començar a competir a Europa l'any 1969 en Formula Ford i va debutar a la Fórmula 1 l'any 1970 amb Lotus.
L'any 1971 va ser la seva primera temporada completa a la categoria i va acabar en sisena posició del campionat de pilots. L'any 1972 va guanyar 5 curses i va proclamar-se campió del món amb 16 punts d'avantatge sobre Jackie Stewart. En aquell moment, va ser el pilot més jove en aconseguir el campionat del món, amb 25 anys. Després d'aquesta fita va abandonar l'equip Lotus i per anar al de Mclaren, amb el qual va guanyar el segon campionat del món l'any 1974.
Va sorprendre tothom quan va abandonar Mclaren per competir a l'equip Fittipaldi Automotive, fundat pel seu germà gran, Wilson Fittipaldi. Aquest equip era privat i de poc pressupost i el bicampió brasiler no va aconseguir gaires èxits. No va poder qualificar-se en tres curses després de no arribar al 107% del temps de la millor volta. Tanmateix, Fittipaldi va seguir al costat del seu germà durant 5 temporades i el millor resultat que va aconseguir va ser una segona plaça. Al final va decidir retirar-se de la Fórmula 1 l'any 1980. Fittipaldi només tenia 33 anys però ja havia competit durant 10 anys a la Fórmula 1 i va decidir començar a competir als Estats Units primer en les sèries Indy 500 i posteriorment a la CART, en les quals va poder sumar unes quantes victòries. Els germans Fittipaldi van intentar recaptar fons per continuar amb Fittipaldi Automotive però l'equip va haver de tancar a principis de 1983.

## Resultats a la Fórmula 1
(Les curses en negreta indiquen pole position)
| Any  | Equip      | 1       | 2       | 3       | 4       | 5       | 6       | 7       | 8       | 9       | 10      | 11      | 12      | 13      | 14      | 15     | 16      | 17  | Equip      | WDC | Punts |
| ---- | ---------- | ------- | ------- | ------- | ------- | ------- | ------- | ------- | ------- | ------- | ------- | ------- | ------- | ------- | ------- | ------ | ------- | --- | ---------- | --- | ----- |
| 1970 | Lotus      | SAF     | ESP     | MON     | BEL     | DUT     | FRA     | GBR 8   | GER 4   | AUT 15  | ITA WD  | CAN     | USA 1   | MEX ret |         |        |         |     | Lotus      | 10è | 12    |
| 1971 | Lotus      | SAF ret | ESP ret | MON 5   | DUT     | FRA 3   | GBR 3   | GER ret | AUT 2   | ITA 8   | CAN 7   | USA NC  |         |         |         |        |         |     | Lotus      | 6è  | 16    |
| 1972 | Lotus      | ARG ret | SAF 2   | SPA 1   | MON 3   | BEL 1   | FRA 2   | GBR 1   | DEU ret | AUT 1   | ITA 1   | CAN 11  | USA ret |         |         |        |         |     | Lotus      | 1r  | 61    |
| 1973 | Lotus      | ARG 1   | BRA 1   | SAF 3   | SPA 1   | BEL 3   | MON 2   | SWE 12  | FRA ret | GBR ret | DUT ret | DEU 6   | AUT ret | ITA 2   | CAN 2   | USA 6  |         |     | Lotus      | 2n  | 55    |
| 1974 | McLaren    | ARG 10  | BRA 1   | SAF 7   | SPA 3   | BEL 1   | MON 5   | SWE 4   | DUT 3   | FRA ret | GBR 2   | DEU ret | AUT ret | ITA 2   | CAN 1   | USA 4  |         |     | McLaren    | 1r  | 55    |
| 1975 | McLaren    | ARG 1   | BRA 2   | SAF NC  | SPA DNS | MON 2   | BEL 7   | SWE 8   | DUT ret | FRA 4   | GBR 1   | DEU ret | AUT 9   | ITA 2   | USA 2   |        |         |     | McLaren    | 2n  | 45    |
| 1976 | Fittipaldi | BRA 13  | SAF 17  | USW 6   | SPA ret | BEL DNQ | MON 6   | SWE ret | FRA ret | GBR 6   | DEU 13  | AUT ret | DUT ret | ITA 15  | CAN ret | USA 9  | JPN WD  |     | Fittipaldi | 17è | 3     |
| 1977 | Fittipaldi | ARG 4   | BRA 4   | SAF 10  | USW 5   | SPA 14  | MON ret | BEL ret | SWE 18  | FRA 11  | GBR ret | DEU DNQ | AUT 11  | DUT 4   | ITA DNQ | USA 13 | CAN ret | JPN | Fittipaldi | 12è | 11    |
| 1978 | Fittipaldi | ARG 9   | BRA 2   | SAF ret | USW 8   | MON 9   | BEL ret | SPA ret | SWE 6   | FRA ret | GBR ret | DEU 4   | AUT 4   | DUT 5   | ITA 8   | USA 5  | CAN ret |     | Fittipaldi | 10è | 17    |
| 1979 | Fittipaldi | ARG 6   | BRA 11  | SAF 13  | USW ret | SPA 11  | BEL 9   | MON ret | FRA ret | GBR ret | DEU ret | AUT ret | DUT ret | ITA 8   | CAN 8   | USA 7  |         |     | Fittipaldi | 21è | 1     |
| 1980 | Fittipaldi | ARG NC  | BRA 15  | RSA 8   | USW 3   | BEL ret | MON 6   | FRA ret | GBR 12  | DEU ret | AUT 11  | DUT ret | ITA ret | CAN ret | USA ret |        |         |     | Fittipaldi | 15è | 5     |

- També va ser Campió del trofeu Trofeu Internacional BRDC del 1972[cal citació]